# Flažolet
Flažolet, přesněji flažoletový tón (název je odvozen od stejnojmenného hudebního nástroje), je způsob hry na smyčcové a jiné strunné hudební nástroje, zvukově připomínající flažolet. Jedná se o zvláštní techniku hry, kdy se struna nezmáčkne jako při běžném hraní, ale jen se jí hráč lehce dotkne. Jemným dotekem prstu na určitém místě dochází k rozdělení kmitající struny na pravidelné (t.j. poloviční, třetinové, čtvrtinové atd.) díly. Tímto dělením na stále menší a menší zlomky se postupně vytvoří řada alikvotních tónů, často flétnového zabarvení. Flažoletové tóny tak umožňují ozvláštňovat hru na strunné nástroje a zvyšují přirozenou barevnost zvuku příslušného hudebního nástroje.

## Kytarové flažolety

Uzly kmitu na struně A:
1) prázdná struna
2) tón na 12. pražci
3) flažolet na 12. pražci
4) tón na 7. pražci
5) flažolet na 7. pražci
6) tón na 5. pražci
7) flažolet na 5. pražci
8) flažolet na 4. pražci

Flažolety jsou využívány při hře na akustickou i elektrickou kytaru. Lze je rozdělit na několik typů:
- Přirozené flažolety vznikají brnknutím na některou z prázdných strun a přiložením bříška prstů v uzlu kmitu struny, tedy nad příslušný pražec. Z hlediska znělosti nejlépe nad 5., 7. a 12. pražcem. kromě využití při hře jsou také používány k ladění kytary - flažolet nad 5. pražcem nižší struny naladěné kytary zní stejně jako flažolet nad 7. pražcem vyšší struny a opačně (neplatí mezi strunami G a H) .
- Klasické umělé flažolety se používají, pokud se hráč nechce omezovat jen na pražce, nad nimiž znějí dobře přirozené flažolety. Tyto se hrají tak, že hráč položí prsty levé ruky na jakýkoli tón na hmatníku a zároveň položí bříško ukazováku pravé ruky nad pražec tónu, který je o oktávu výše. Poté brnkne o předmětnou strunu malíčkem pravé ruky.
- Nepravé umělé flažolety, také nazývané "pískání", jsou typické pro hru na zkreslenou elektrickou kytaru a jsou hojně využívány v tvrdých odnožích heavy metalu. Vznikají na jiných principech než předchozí dva typy. Vytváří se tak, že při držení nějakého tónu prstem levé ruky hráč pravou brnkne o strunu a současně ji ztlumí palcem pravé ruky, která drží trsátko. Dají se zahrát v libovolné poloze (na libovolném pražci).